# Moezdalifa
Moezdalifa (Arabisch: مزدلفة) is een open, vlak stuk land nabij Mekka in Saoedi-Arabië waar islamitische pelgrims verblijven tijdens de bedevaart. Het ligt net ten zuidoosten van Mina, op weg naar de Vlakte van Arafat.
Het verblijf in Moezdalifa vind plaats na zonsondergang op de 9e dag van de laatste islamitische maand, Dhoe al-Hidzjah. Vervolgens bidden de pelgrims het avondgebed en nachtgebed samen en verkort.
Hier verzamelen pelgrims ook zeven stenen voor het stenigen van de duivel in Mina in de komende drie of vier dagen. Daar brengen ze de nacht door, vaak in de open lucht, voordat ze de volgende ochtend naar Mina vertrekken.